# Vainglory
Vainglory (englisch, übersetzt etwa vergeblicher Ruhm) ist ein Free-to-play-Computerspiel des Genres Multiplayer Online Battle Arena (MOBA), das explizit für Smartphones und Tablets entwickelt wurde und auf die Bedienung per Touchscreen ausgelegt ist.

## Spielprinzip

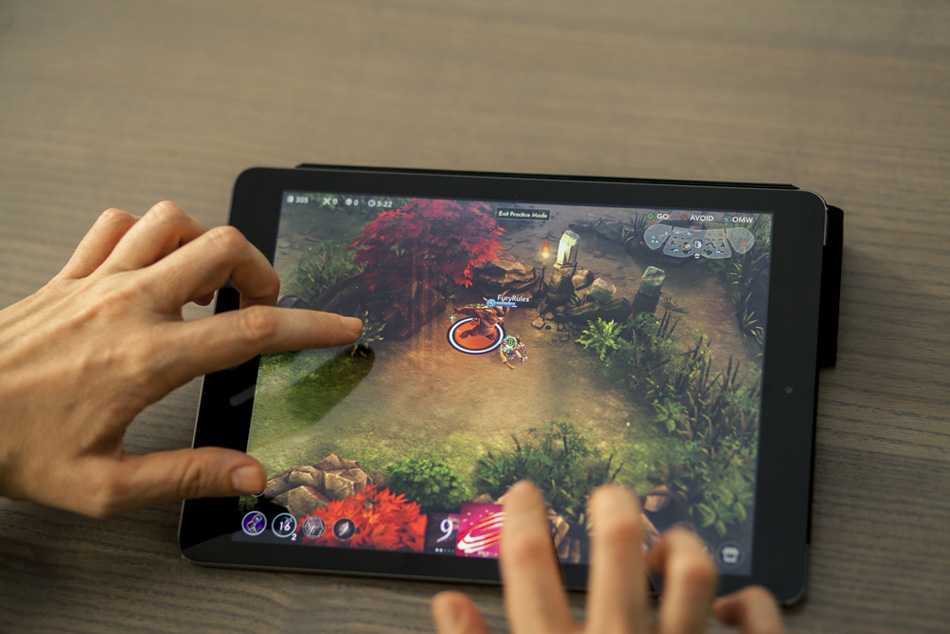
Vainglory-Gameplay auf einem iPad

Wie bei MOBA-Spielen üblich kämpfen Spieler in zwei Teams auf einer Karte gegeneinander. Jeder Spieler übernimmt dabei die Steuerung eines Helden, also einer Spielfigur mit regulärem Angriff und Spezialfähigkeiten, die wiederholt eingesetzt werden können. Jedes Team wird dabei von computergesteuerten, relativ schwachen Figuren, den sogenannten Minions, unterstützt, die regelmäßig in der eigenen Basis erscheinen und sich entlang der Hauptroute (Lane) über die Karte in Richtung des gegnerischen Stützpunktes bewegen. Ziel des Spiels ist es, den Vain Crystal in der gegnerischen Basis zu zerstören, wozu zunächst die gegnerischen Verteidigungsanlagen entlang des Weges ausgeschaltet werden müssen.
Im Unterschied zu klassischen MOBAs für die PC-Plattform, wie etwa League of Legends oder DotA, wurde Vainglory speziell auf das Spielen an mobilen Geräten hin entwickelt. Dies macht sich in mehreren Vereinfachungen aufgrund der kleineren Bildschirme und tendenziell niedrigeren Leistungsfähigkeit dieser Geräte bemerkbar. So bestehen die Teams in Vainglory aus jeweils nur drei (statt fünf) Spielern, die Helden verfügen lediglich über drei (statt vier) Spezialfähigkeiten, und die Karte unterteilt sich in nur eine Lane und einen Jungle-Bereich. Wichtige Kernelemente des Gameplays wie das Hochleveln der Helden durch Erfahrungsgewinn, das Sammeln von Gold, der Kauf von Gegenständen zur Verbesserung der Charactere etc. wurden aber beibehalten.
Mit dem Update auf Version 1.16 wurde ein neuer Spielmodus namens Battle Royale eingeführt. Hierbei ist der Zugang zum Jungle versperrt, so dass der gesamte Kampf in der Lane stattfindet. Darüber hinaus erfolgt die Heldenzuteilung zufällig und Einkäufe können nur nach dem Tod der Spielfigur getätigt werden. Außerdem gibt es den Blitz-Modus, in dem eine Partie maximal fünf Minuten dauert. Zudem wurde 2017 der Spielmodus „Ansturm“ in das Repertoire der Spielmodi des Spiels aufgenommen. Hier kämpfen zwei Teams, aus jeweils drei Spielern bestehend, in maximal fünf Runden gegeneinander. Dabei wird das Spielfeld während einer Runde immer kleiner. Des Weiteren ist geplant, im Laufe des Jahres 2018, einen „5vs5“-Modus zu veröffentlichen.

## Helden
In Vainglory stehen derzeit (Stand Dezember 2018) 45 unterschiedliche Helden zur Auswahl, die über jeweils unterschiedliche Stärken und Schwächen verfügen. Sie werden in die Klassen Assassine, Magier, Beschützer / Support, Scharfschütze und Krieger eingeteilt. Mehrere Helden können dabei kostenlos gespielt werden, wobei sich diese Auswahl wöchentlich am Dienstagabend ändert. Darüber hinaus können Helden sowie Skins durch verschiedene Spielwährungen oder In-App-Käufe dauerhaft freigeschaltet werden.

## Talente
Im Spiel stehen dem Spieler sogenannte „Talente“ zur Verfügung. Diese lassen sich in folgende, im Wert aufsteigende, Stufen unterteilen: selten, episch und legendär. Die Talente können durch die kostenlos im Spiel erhältliche Währung „Ruhm“ erworben werden und finden ihre Anwendung in den Spielmodi „Battle-Royal“, „Blitz“ und „Ansturm“. Sie dienen dazu, die Fähigkeiten der verschiedenen Helden aufzubessern; dazu wählt der Spieler zu Beginn einer Runde eines der Talente aus.

## Rezeption
Vainglory erhielt nach der Veröffentlichung für die iOS-Plattform überwiegend positive Kritiken. Insbesondere die gelungene Umsetzung für mobile Geräte wurde dabei lobend hervorgehoben.